# Teatro de la Zarzuela

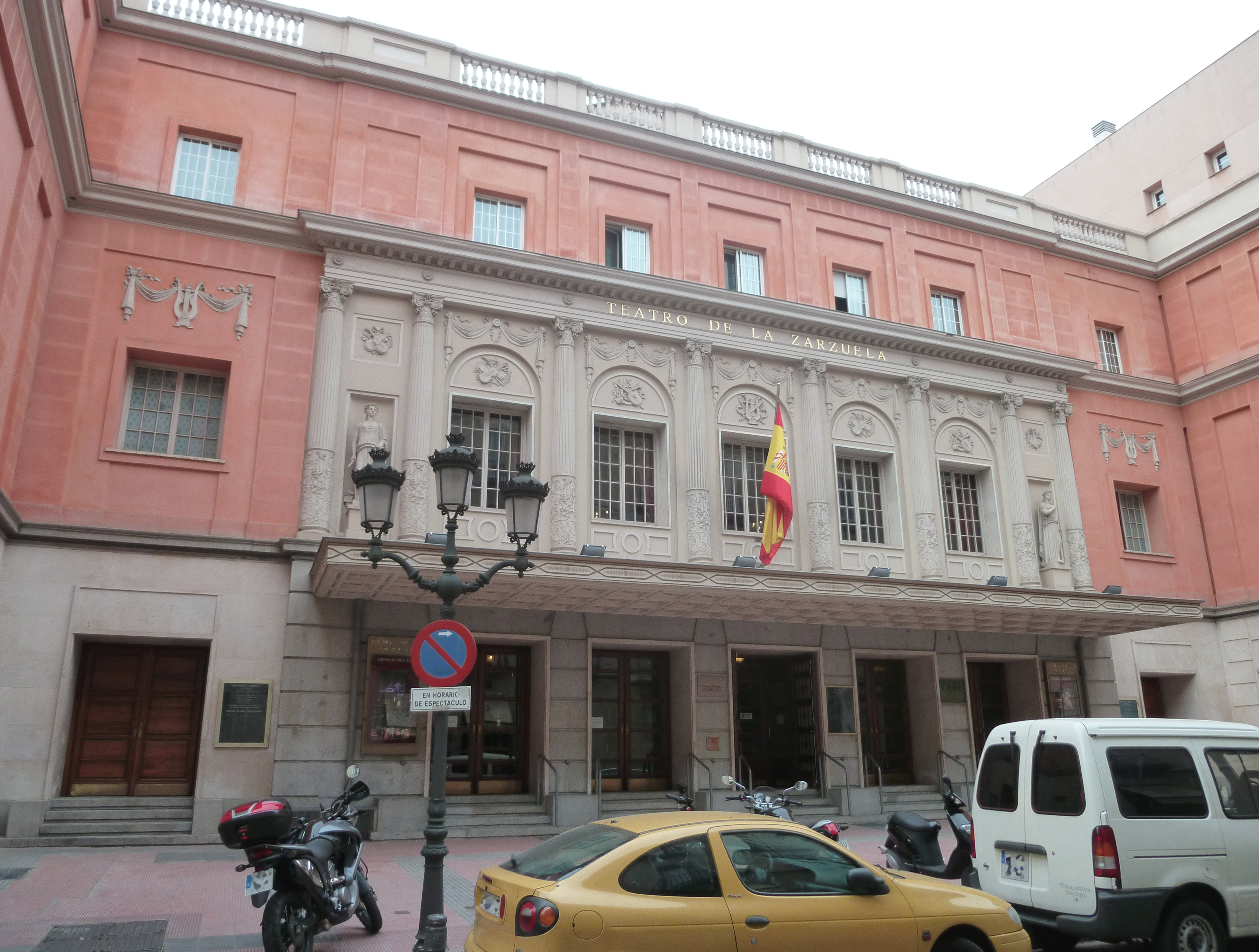
Teatro de la Zarzuela

O Teatro de la Zarzuela é um teatro de Madrid, Espanha, situado na calle Jovellanos. Foi inaugurado a 10 de Outubro de 1856 (data do aniversário da então rainha, Isabel II).